# NGC 2841
NGC 2841 je spirální galaxie v souhvězdí Velké medvědice, která je od Země vzdálená 47,6 milionů světelných let. Objevil ji William Herschel 9. března 1788.

## Pozorování
Tato galaxie leží 1,8° jihozápadně od hvězdy Alhaud (θ UMa), která má hvězdnou velikost 3,2. Za vhodných podmínek ji jako oválnou mlhavou skvrnku ukáže i malý hvězdářský dalekohled. Středně velký dalekohled umožní rozeznat její jasné jádro. Leží blízko hvězdy s magnitudou 8,5.

## Vlastnosti

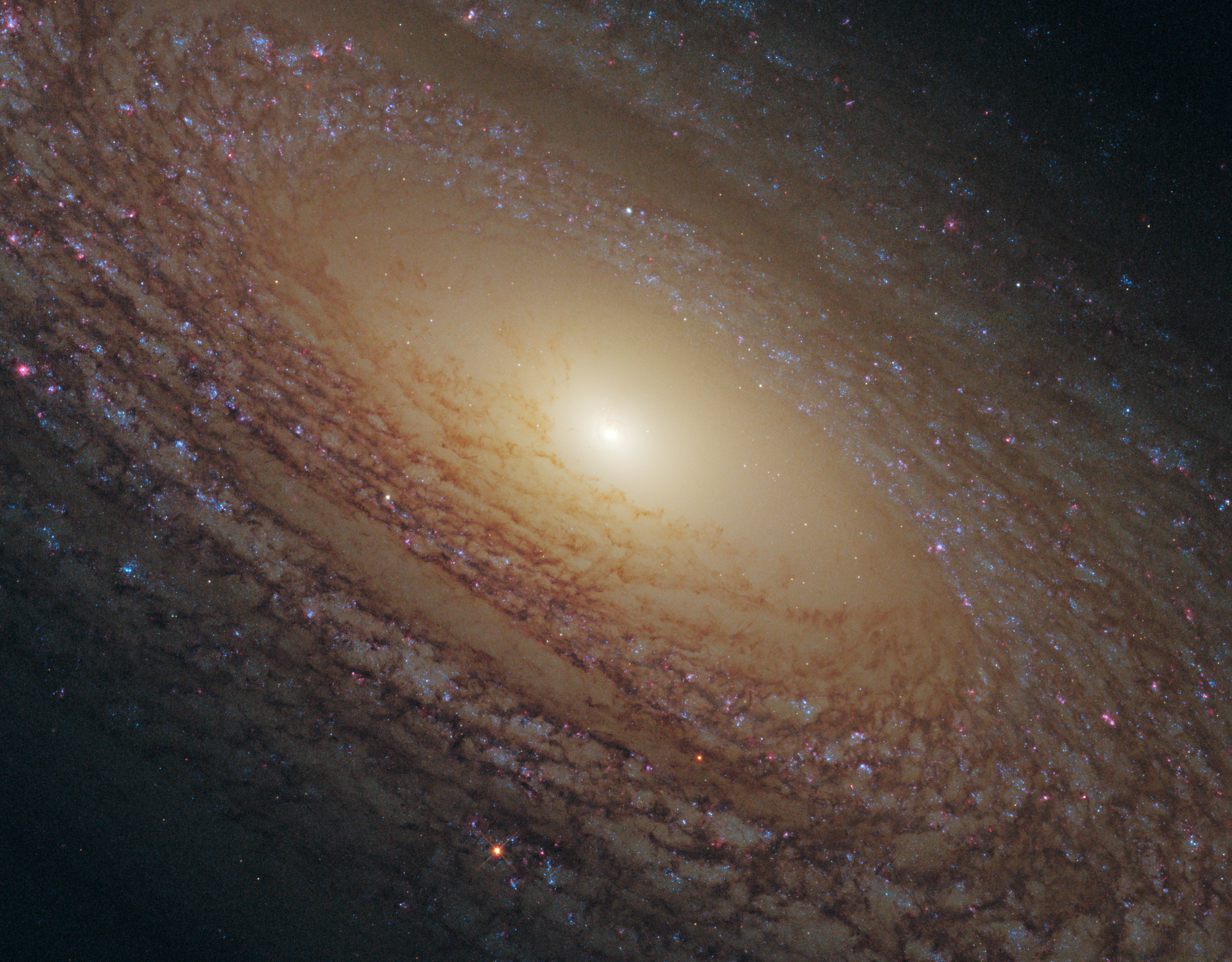
Podrobný pohled na disk a jádro NGC 2841

NGC 2841 je typickým představitelem vločkových spirálních galaxií, které mají nespojitá spirální ramena.
V jejím okolí se nenachází žádná skupina galaxií, do které by náležela. V jejím disku je také poměrně málo mladých horkých hvězd a je tedy možné, že obsahuje málo prachu, ze kterého by se mohly rodit další hvězdy. Naopak její halo je plné zahřátých mračen plynu, která mohla být v minulosti z galaktického disku vytlačena.
Řadí se mezi seyfertovy galaxie a její jádro obsahuje oblast slabě ionizovaného plynu (low ionization nuclear emission region - LINER).

## Supernovy
V této galaxii bylo pozorováno několik supernov: SN 1999by typu Ia s magnitudou 15, SN 1972R s magnitudou 16, SN 1957A typu Ia s magnitudou 14 a  SN 1912A s magnitudou 13.